# Denemarken op het Eurovisiesongfestival 2011

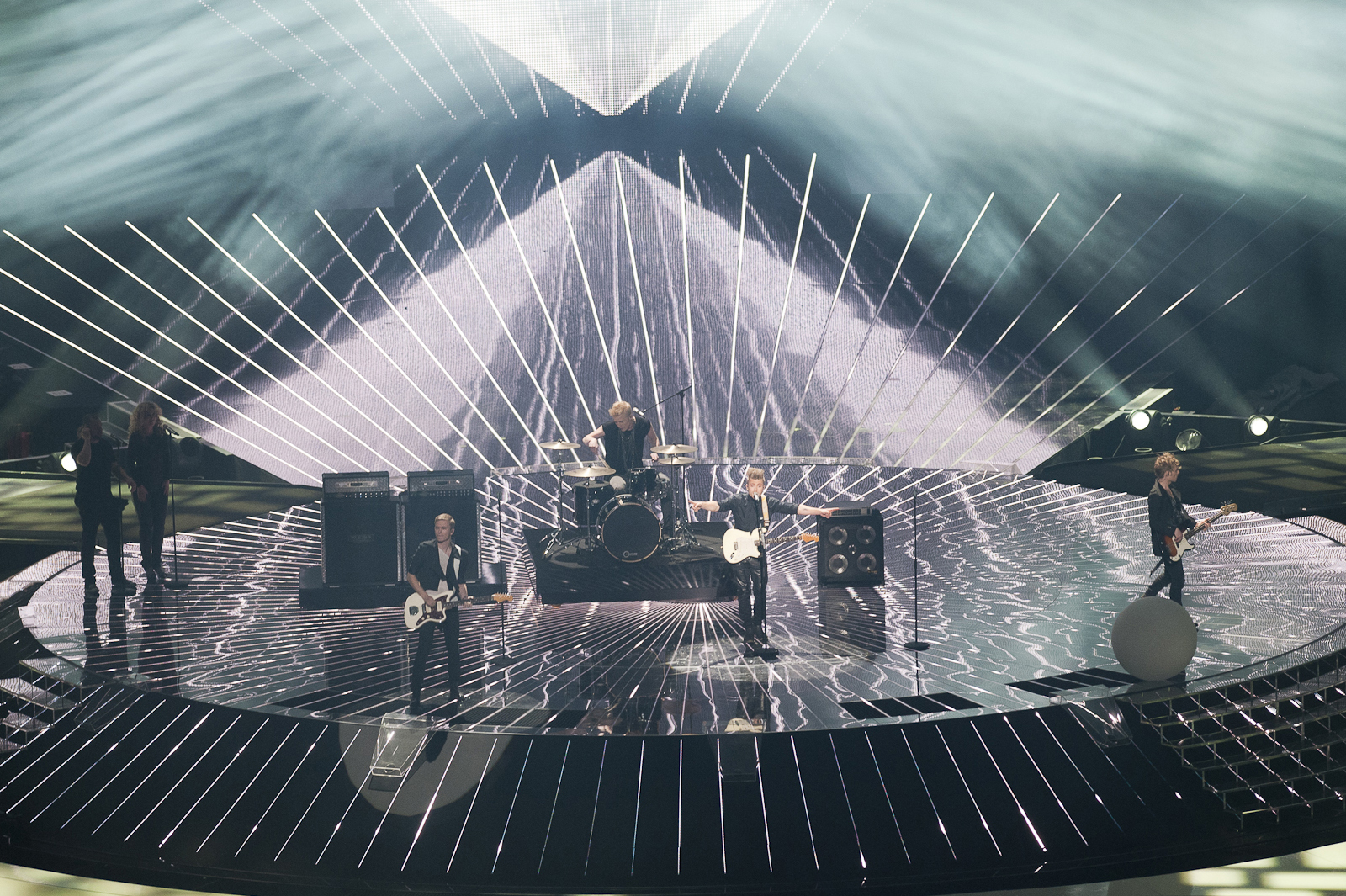
A Friend in London op het podium in Düsseldorf.

Denemarken werd op het Eurovisiesongfestival 2011 in Düsseldorf vertegenwoordigd door A Friend in London met het lied New tomorrow. Het was de 40ste deelname van Denemarken aan het songfestival.

## Selectieprocedure
Minder dan een week nadat Denemarken vierde werd op het Eurovisiesongfestival 2010, maakte DR bekend dat het opnieuw zou deelnemen in 2011. Opnieuw zou de Deense kandidaat worden gekozen via Dansk Melodi Grand Prix. Tot en met 27 september 2010 mochten artiesten nummers inzenden. Deelnemers moesten de Deense nationaliteit hebben of ten minste een sterke band met het land hebben. Er was geen regel die bepaalde in welke taal het lied moest vertolkt worden. Bij het afsluiten van de inschrijvingsperiode maakte DR bekend 663 inzendingen te hebben ontvangen, 101 meer dan bij de vorige editie. Zes liedjes werden door een vakjury gekozen om deel te nemen in de nationale finale. De overige vier finaleplaatsen werden door DR gegeven aan artiesten, die dan een nummer voor de competitie konden schrijven.
De Dansk Melodi Grand Prix vond op 26 februari 2011 plaats in de Super Arena in Ballerup en werd gepresenteerd door Felix Smith en Lise Rønne.

## Uitslagen
Van de tien inzendingen gingen er vier door naar de volgende ronde.
| Volgorde | Artiest              | Lied                   |
| -------- | -------------------- | ---------------------- |
| 1        | Anne Noa             | Sleepless              |
| 2        | Jenny Berggren       | Let your heart be mine |
| 3        | Jeffrey              | Drømmen                |
| 4        | Le Freak             | 25 hours a day         |
| 5        | Sine Vig Kjærgaard   | You'll get me through  |
| 6        | Stine Kinck          | Hvad hjertet lever af  |
| 7        | Lee Hutton           | Hollywood girl         |
| 8        | Christopher Brandt   | Emma                   |
| 9        | Kat & Justin Hopkins | Black and blue         |
| 10       | A Friend in London   | New tomorrow           |

### Knock-outronden
In de tweede stemronde namen de vier finalisten het in twee duo's tegen elkaar op. De finale werd gehaald door Anne Noa en A Friend in London. Laatstgenoemde werd de winnaar van Dansk Melodi Grand Prix 2011.
| Halve finale                        |                      |  | Finale |
|                                     |                      |  |        |
| Le Freak – 25 hours a day           |                      |  |        |
| A Friend in London – New tomorrow   |                      |  |        |
| A Friend in London – New tomorrow   |                      |  |        |
|                                     |                      |  |        |
|                                     | Anne Noa – Sleepless |  |        |
| Stine Kinck – Hvad hjertet lever af |                      |  |        |
|                                     |                      |  |        |
| Anne Noa – Sleepless                |                      |  |        |

## In Düsseldorf
In Düsseldorf trad Denemarken eerst aan in de tweede halve finale, op donderdag 12 mei, als 18de van 19 landen. A Friend in London trad aan na Letland en voor Ierland. Aan het eind van de avond bleek dat de groep bij de tien beste acts was geëindigd, waarmee de Denen zich kwalificeerden voor de finale. Later werd bekend dat de inzending op de tweede plaats was geëindigd met 135 punten.
In de finale trad Denemarken aan als derde van 25 landen, na Bosnië en Herzegovina en voor Litouwen. Aan het einde van de puntentelling stond Denemarken op de vijfde plaats, met 134 punten. Het was het tweede jaar op rij dat Denemarken in de top vijf eindigde. Bovendien kreeg Denemarken de maximale twaalf punten van Ierland, IJsland en Nederland.

### Gekregen punten

#### Halve Finale 2
| 12 punten                                | 10 punten                                 | 8 punten               | 7 punten                          | 6 punten                |
| ---------------------------------------- | ----------------------------------------- | ---------------------- | --------------------------------- | ----------------------- |
| - Bulgarije - Ierland - Letland - Zweden | - Duitsland - Estland - Israël - Slovenië |                        | - België - Nederland - Oostenrijk | - Cyprus                |
| 5 punten                                 | 4 punten                                  | 3 punten               | 2 punten                          | 1 punt                  |
| - Roemenië                               | - Wit-Rusland                             | - Oekraïne - Slowakije | - Frankrijk - Moldavië            | - Bosnië en Herzegovina |

#### Finale
| 12 punten                       | 10 punten                   | 8 punten         | 7 punten                            | 6 punten                          |
| ------------------------------- | --------------------------- | ---------------- | ----------------------------------- | --------------------------------- |
| - Ierland - IJsland - Nederland | - Estland - Israël - Zweden | - Slovenië       | - Bulgarije - Frankrijk - Noorwegen | - Duitsland - Letland - Slowakije |
| 5 punten                        | 4 punten                    | 3 punten         | 2 punten                            | 1 punt                            |
| - Malta - Verenigd Koninkrijk   | - San Marino                | - Cyprus - Polen |                                     | - Wit-Rusland                     |

### Punten gegeven door Denemarken

#### Halve Finale 2
Punten gegeven in de halve finale:
| 12 punten | Zweden                |
| 10 punten | Ierland               |
| 8 punten  | Slovenië              |
| 7 punten  | Bosnië en Herzegovina |
| 6 punten  | Roemenië              |
| 5 punten  | Oostenrijk            |
| 4 punten  | Bulgarije             |
| 3 punten  | Estland               |
| 2 punten  | Letland               |
| 1 punt    | Oekraïne              |

#### Finale
Punten gegeven in de finale:
| 12 punten | Ierland             |
| 10 punten | Zweden              |
| 8 punten  | Duitsland           |
| 7 punten  | Slovenië            |
| 6 punten  | IJsland             |
| 5 punten  | Finland             |
| 4 punten  | Roemenië            |
| 3 punten  | Verenigd Koninkrijk |
| 2 punten  | Estland             |
| 1 punt    | Oostenrijk          |